# روكسانا دياز بورغوس
روكسانا دياز بورغوس (بالإسبانية: Roxana Díaz) (مواليد 20 فبراير 1972 في كراكاس) ممثلة تلفزيونية وعارضة فنزويلية , شاركت في مسابقة ملكة جمال فنزويلا 1992 , وعملت في مسلسلات عدة مع الممثلة سكارليت أورتيز في مسلسل أخواتي الثلات في دور «مارغريتا» الذي عرض على تلفزيون آر سي الفنزويلي .

## روابط خارجية
- روكسانا دياز بورغوس على موقع IMDb (الإنجليزية)
- روكسانا دياز بورغوس على موقع قاعدة بيانات الفيلم (الإنجليزية)
- روكسانا دياز بورغوس على موقع كينوبويسك (الروسية)
- صفحة روكسانا دياز في موقع فانكور